# 알ㅋ-
알ㅋ-(영어: alk-)는 탄소 골격을 포함하지만 방향족 고리는 포함하지 않는 유기 화합물의 부류에 대한 이름을 생성하기 위해 유기화학에서 사용되는 접두사이다. 이 접두사는 "알코올(alcohol)"이라는 단어에서 접미사 "-올(-ol)"을 제거함으로써 만들어졌다.

## 같이 보기
- 유기화학의 IUPAC 명명법
- 알킬기
- 알케인
- 알켄
- 알카인